# متلازمة الشريط السلوي
متلازمة الاختناق بشريط أمنيوسي هي مجموعة من العيوب الخلقية الناتجة عن انحباس لبعض أجزاء الجنين (عادةً طرف أو أصابع) بشريط ليفي داخل الرحم.

## الأعراض والعلامات
تختلف الأعراض اختلافاً شديداً بحسب موضع الانحباس ووقت حدوثه ودرجته، فلا توجد حالتان متماثلتان، ومن هذه الأعراض:
- ارتفاق الأصابع
- عيوب في الأظافر
- عدم اكتمال نمو العظام الصغيرة في الأصابع
- عدم تماثل طول الأطراف
- وذمة لمفية
- بتر كامل لأحد الأطراف إذا التف الشريط حوله بقوة
- حلق مشقوق
- حنف القدم
- الإجهاض إذا التف الشريط حول الحبل السري

## الانتشار
متلازمة نادرة وصفت لأول مرة منذ قرن ونصف، ويعتقد أنها في زيادة، كان يعتقد أن نسبة حدوثها واحد من كل 100000 حالة، ومؤخراً أصبحت واحد من كل 1200-1500 مولود، ولا توجد فروق في النسب بين الجنسين.
ولا تحدث نتيجة خلل جيني؛ فاختبارات الكروموسومات طبيعية دوماً، والمتلازمة تحدث لحالات متفرقة (غير منتمية لعائلة واحدة)، ومعدلات حدوثها في اليد ضعف القدم.

## عوامل الخطر
- الولادة المبكرة (< 37 أسبوع)
- انخفاض وزن المولود (< 2,5 كجم)
- مرض الأم أثناء الحمل
- تعرض الأم لنزيف أو صدمة أو أخذ أدوية أثناء الحمل
- محاولة الإجهاض في الثلث الأول من الحمل [4]

## الأسباب
توجد نظريتان؛ نظرية خارجية تفسر حدوث المتلازمة بعوامل خارج الجنين، ونظرية داخلية تُعزي المتلازمة إلى عوامل في الجنين ذاته.

### النظرية الخارجية
يتكون الكيس السلوي من طبقتين؛ الطبقة الخارجية (المشيماء) والطبقة الداخلية (السلي)، وتبعاً لهذه النظرية إذا حدث تمزق للطبقة الداخلية (السلي) يتعرض الجنين للأنسجة الليفية التي تطفو في السائل السلوي أو تظل متصلة جزئياً بالكيس السلوي، وتعيق هذه الأنسجة نمو الجنين وحركته.

### النظرية الداخلية

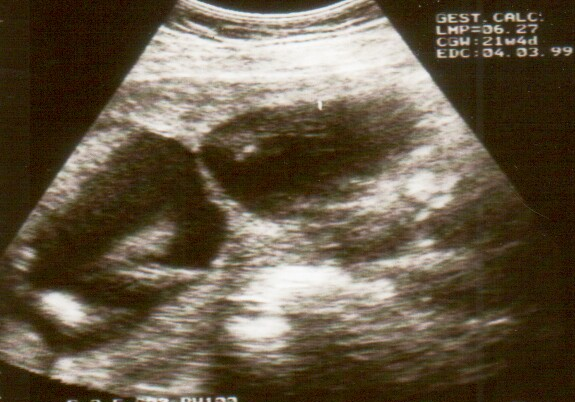
سونار أثناء الحمل بجنين مصاب بمتلازمة الشريط السلوي

نظراً لكون السابقة (الخارجية) لا يمكنها تفسير كل الحالات؛ فلا تفسر مثلاحالات متلازمة الشريط السلوي غير المصحوبة بتمزق في الكيس السلوي، والحالات المصحوبة بعيوب في الأعضاء الداخلية للجنين، والحالات المصابة بعيوب في أجزاء من الجسم لم تتعرض للانحباس بشرائط ليفية.
تفسر هذه النظرية المتلازمة بخلل في الإمداد الدموي لأجزاء معينة في الجنين، ولا يعرف السبب الأساسي لذلك، وفي المناطق المعرضة لنقص الإمداد الدموي تحدث إصابة للأوعية الدموية في الجنين مما يؤدي إلى النزيف وفقد بعض الأنسجة فتظهر الأعراض.

## التشخيص

### الفحص الإكلينيكي
يتم فور الولادة

### الأشعة

#### التصوير بالموجات فوق الصوتية
السونار أثناء الحمل قد يفيد في اكتشاف المتلازمة

#### الأشعة السينية
للكشف عن تأثير الشريط الليفي على الأنسجة العميقة

#### التصوير بالرنين المغناطيسي
لرؤية تأثير الشريط على الأعصاب والأوعية الدموية.

## العلاج

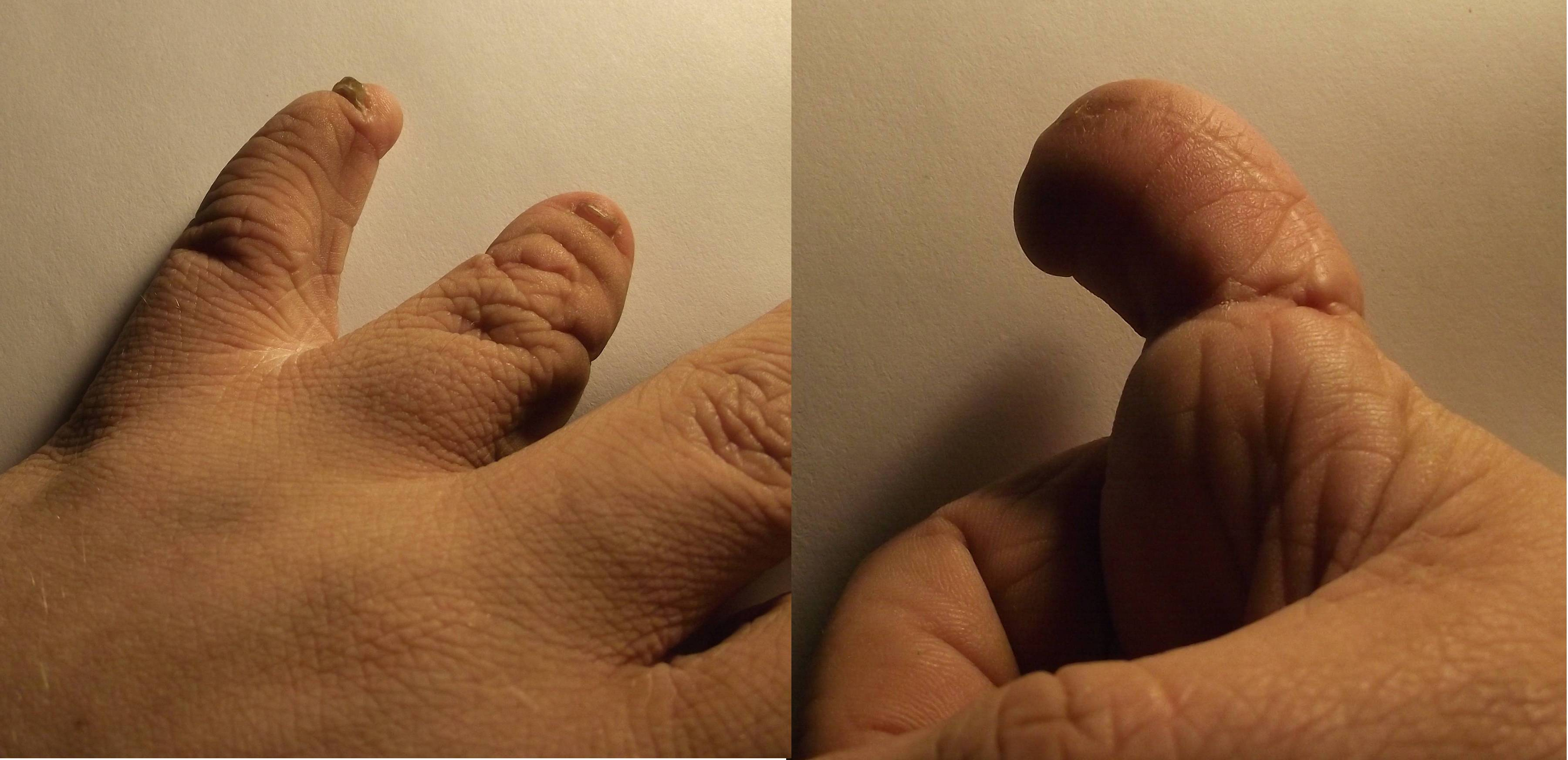
متلازمة الشريط السلوي في ذكر يبلغ من العمر 26 عاماً

علاج الأطفال المصابين بالمتلازمة علاج عرضي داعم؛ فمثلاً من يعانون من عدم نمو وتطور الرئة بشكل كامل وصعوبة التنفس يتم إمدادهم بالأكسجين ومساعدتهم على التنفس، أما العيوب الخلقية كارتفاق الأصابع والحنك المشقوق فيتم إصلاحها جراحياً، وذلك بالإضافة إلى العلاج الطبيعي.
كما تساعد الجراحة الترقيعية أي استخدام الأجهزة التعويضية هؤلاء المصابين أن يعيشوا حياة أفضل، وتختلف تكلفتها ودرجة تعقيدها بشدة، لكن الطباعة ثلاثية الأبعاد ساعدت كثيراً في توفير هذه الأجهزة بتكلفة أقل.

## توقع سير المرض
يختلف التوقع بشدة تبعاً للجزء من جسد الجنين الذي تعرض للانحباس؛ فيكون مأمول العمر طبيعياً إذا حدث انحباس بسيط للجزء البعيد من الأطراف، بينما قد يموت الجنين داخل الرحم إذا تعرض لانعدام الدماغ بسبب انحباس الرأس، لكن ولادة طفل مصاب لا تعني احتمالية تعرض الجنين للمتلازمة في الحمل المُقبل.

## شخصيات مشهورة
يوجد العديد من الشخصيات المشهورة المصابة بالمتلازمة، مثل:
- صوفي ويلز: مُروضة الخيول البريطانية.[10]
- جينا كاسيلاس: لاعبة الكرة الطائرة الأمريكية.[11]
- إيان ت. جاميسون: فنانة أمريكية.[12]
- آنا جوهانيس: سباحة أمريكية في الألعاب البارالمبية.[13]
- كينغسلي مكجوان: لاعب الرجبي الأمريكي.[14]